# Oslo Østbanestasjonen
Die Østbanestasjon (deutsch Ostbahnhof) am Jernbanetorget in Oslo, Norwegen, ist der ursprüngliche Endbahnhof der Hovedbane nach Eidsvoll. Im täglichen Sprachgebrauch wird sie auch als Østbanen bezeichnet. Sie wurde 1854 fertiggestellt und 1882 erweitert. Bis zur Ablösung durch den neuen Hauptbahnhof Oslo Sentralstasjon diente sie als Bahnhof für die östlich von Oslo gelegenen Bahnlinien.

## Bahnhofsgebäude
Das Bahnhofsgebäude wurde nach einem Entwurf der Architekten Heinrich Ernst Schirmer und Wilhelm von Hanno erbaut. Das Gebäude aus rotem Ziegelstein steht immer noch, eingebaut in den neuen Hauptbahnhof, aber ohne Turm und die ursprüngliche Bahnsteighalle.
Nach der Eröffnung der Østfoldbane musste der Bahnhof erweitert werden. Die Bahnsteighalle wurde neu gebaut und Richtung Hafen und Jernbanetorget wurden zwei neue Flügel in verputztem Ziegelstein angebaut, geplant vom Architekten und Stadskonduktør Georg Andreas Bull, der zuvor auch die Vestbanestasjon entworfen hatte. Die Fassade bekam einen reichen Schmuck im Stil der Neorenaissance. Die erweiterte Østbanestasjon wurde 1882 vollendet.
Der größte Teil ist immer noch erhalten, jedoch dient die Bahnsteighalle heute als Ladenpassage.